# 北
北 (nord) est un kanji et un sinogramme.
Běi en est la transcription en hanyu pinyin.
Il se lit きた (kita) dans la prononciation kun et ほく (hoku) dans la prononciation on.
Son caractère Unicode est 5317.

## Exemple
- Beijing (北京 ; pinyin : Běijīng), autre nom de Pékin.
- Beihai, une ville du Guangxi, connue pour sa plage (北海海滩 ; traditionnel : 北海海灘 : Běihǎi hǎitān), un lieu touristique.
- Fleuve Bei (北江 ; pinyin : Běi jiāng ; littéralement « rivière du Nord »), un affluent de la rivière des Perles dans le Guangdong.

## Crédits d'auteurs
- Cet article est partiellement ou en totalité issu de l'article intitulé « 北 (kanji) » (voir la liste des auteurs).

- Cet article est partiellement ou en totalité issu de l'article intitulé « 北 (sinogramme) » (voir la liste des auteurs).